# Sorcy-Saint-Martin
Sorcy-Saint-Martin är en kommun i departementet Meuse i regionen Grand Est (tidigare regionen Lorraine) i nordöstra Frankrike. Kommunen ligger i kantonen Void-Vacon som tillhör arrondissementet Commercy. År 2022 hade Sorcy-Saint-Martin 1 044 invånare.

## Befolkningsutveckling
Antalet invånare i kommunen Sorcy-Saint-Martin
| Referens: INSEE |